# Corsier GE
| GE ist das Kürzel für den Kanton Genf in der Schweiz. Es wird verwendet, um Verwechslungen mit anderen Einträgen des Namens Corsier zu vermeiden. |

Corsier ist eine politische Gemeinde des Kantons Genf in der Schweiz.
Corsier liegt am linken, südlichen Genferseeufer.

## Geschichte
In Corsier wurden Reste von Pfahlbausiedlungen gefunden. Die ältesten stammen aus dem Jungneolithikum (3856 v. Chr.), die jüngsten aus der Spätbronzezeit (891–834 v. Chr.).
1297 wurde der Ort als Corsiacum erwähnt. Vom Ende des 14. Jahrhunderts an bis 1798 gehörte Corsier zu Savoyen (Vogtei Chablais), abgesehen von der Berner Einnahme 1536–1567. Nach der französischen Herrschaft Ende des 18. Jahrhunderts ging die Gemeinde 1816 zum Kanton Genf über und wurde mit der Gemeinde Anières zusammengelegt. Seit 1858 ist Corsier eine eigenständige Gemeinde.

## Bevölkerung
| Jahr      | 1860 | 1900 | 1930 | 1950 | 1970 | 2000  | 2010  | 2012  | 2014  | 2015  | 2016  | 2017  |
| --------- | ---- | ---- | ---- | ---- | ---- | ----- | ----- | ----- | ----- | ----- | ----- | ----- |
| Einwohner | 276  | 355  | 309  | 363  | 948  | 1.682 | 1.811 | 1.917 | 2.018 | 2.017 | 2.029 | 2.026 |

### Persönlichkeiten
In Corsier wohnt die Schauspielerin Geraldine Chaplin.

## Sehenswürdigkeiten

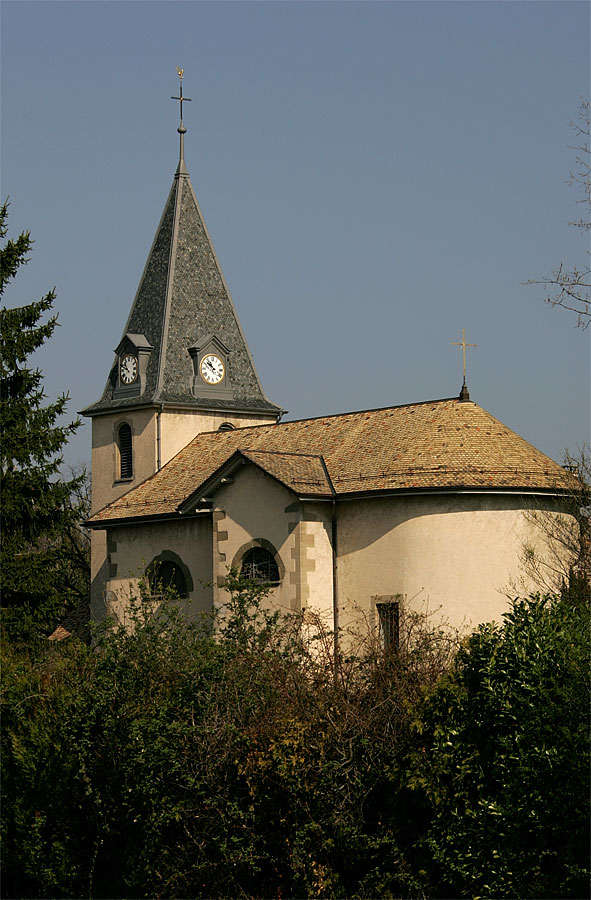
Kirche Saint-Jean-Baptiste
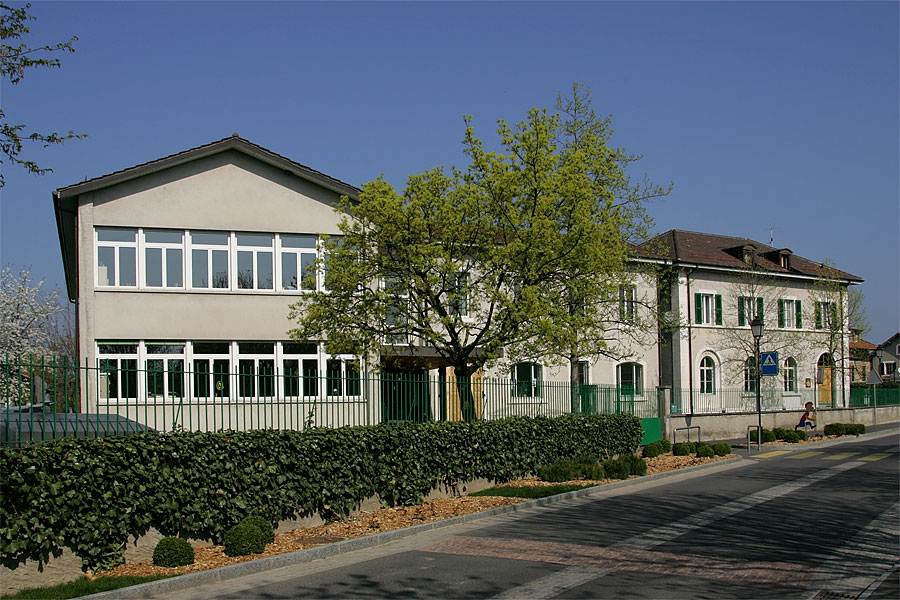
Schulhaus

## Wirtschaft
In der Gemeinde befindet sich unter anderem die Werft Pronaval, die Luxusschiffe in viele Länder exportiert.